# Die Wellen ersticken den Wind
Die Wellen ersticken den Wind (OT: russisch Волны гасят ветер Wolny gassjat weter) ist ein Science-Fiction-Roman von Arkadi und Boris Strugazki. Er erschien 1985 im Original in russischer Sprache und stellt den letzten Teil der dreiteiligen Maxim-Kammerer-Reihe dar.

## Inhalt
Maxim Kammerer, der von den Büchern Die bewohnte Insel und Ein Käfer im Ameisenhaufen durch seinen Werdegang begleitet wurde, ist mittlerweile 89 Jahre alt. Er beschreibt Erinnerungen an Toivo Glumov und ihre gemeinsame Arbeit, da er einen Brief und ein Buch erhielt, die Toivos Geschichte tendenziös und falsch erzählen. Toivo Glumov war ein Progressor, der seinen Job aufgab und in die COMCON-2 kam als "Progressor-Jäger".
Progressoren sind Entwicklungshelfer für Zivilisationen. 
Maxim Kammerer untersuchte mit Toivo Glumov seltsame, ungewöhnliche, unerklärliche Vorfälle, basierend auf dem Prinzip: 
"Alles, was wir nicht verstehen, kann eine Bedrohung für die Menschheit darstellen." 
Maxim erhielt die Gelegenheit, eine Gruppe zusammenzustellen, um ein Thema zu entwickeln, das den Codenamen "Ein Besuch von einer alten Dame" trägt - eine Untersuchung, die darauf abzielt, die möglichen Aktivitäten einer unbekannten Superzivilisation (vermutlich der Wanderer) auf der Erde und der Peripherie aufzudecken.
Seit dem Tod von Lew Abalkin ("Der Käfer im Ameisenhaufen") gilt "die unkontrollierbare Angst vor Fremdeinflüssen auf die Menschheit" als "Sikorsky-Syndrom". Isaac Bromberg schlug ein gegenteiliges Modell vor, das "Bromberg-Memorandum": "Die Menschheit wird in zwei ungleiche Teile geteilt, nach einem unbekannten Parameter. Die Minderheit wird den größeren für immer überholen durch den Willen und die Kunst einer Superzivilisation, die der Menschheit fremd ist." Das Modell ist Grundlage der Untersuchung. Unerklärliche Fälle werden gesammelt und analysiert, die als "Selektion"  gedeutet werden könnten, der bei verschiedenen Personen unterschiedliche Ergebnisse liefert ("Dispersion"). Es wurde auch beschlossen, statistische Korrelationen zwischen diesen Episoden und den Reaktionen bestimmter Personen zu finden.
Ermittlungen führen Maxim und Toivo in ein Exzentrisches Institut. Ein Vergleich der Listen der Teilnehmer an Vorfällen offenbart, dass einige Namen auf zwei oder gar drei Listen stehen. Toivo ahnt, dass dies Agenten der Wanderer auf der Erde sind.
Im Zentrum entdeckte man im menschlichen Gehirn ein System des "dritten Impulses", das den meisten Menschen fehlt. Bei den wenigen, die es besitzen, ist es inaktiv. Die Aktivierung des "dritten Impulses" macht Menschen zum "Wanderer". Anscheinend erkannten die ersten Konvertiten, dass sie kaum in der menschlichen Gesellschaft leben können. Der Gegensatz kann mit der Einstellung eines Erwachsenen zu Kleinkindern verglichen werden, so dass sich die meisten Wanderer isolieren und frühere Vorlieben verlieren. Die meisten befinden sich außerhalb der Erde. "Geburtshelfer" bleiben auf der Erde, um Nachfolger zu initiieren und einige, die trotz der Transformation ihre emotionale Verbindung zu ihren Lieben behielten. 
Maxim erhält im "Institut der Exzentriker" Zugang zu den Ergebnissen der Forschung über den "dritten Impuls". Unter Vorwänden schickt Maxim alle Untergebenen dorthin, um sie durch einen Scanner zu führen und zu prüfen, dass sie keine verkleideten "Wanderer" sind. Nach einem Besuch im Institut erfährt Toivo, dass er jene "T-Welle auf dem Mentogramm" hatte, die das Vorhandensein eines "dritten Pulses" zeigt.
Offensichtlich wird Toivo ein Angebot erhalten, den "dritten Impuls" zu aktivieren. Maxims Hoffnungen auf Toivos Pflichtbewusstsein erfüllen sich nicht; Der ehemalige Mitarbeiter isoliert sich. Anfangs besucht er noch ab und zu seine Mutter und seine ehemals geliebte Frau Asya, aber immer seltener, bis er eines Tages für immer verschwindet. Kammerer kommt nie zu einem Gespräch mit ihm.
All dies ist die Vorgeschichte einer "großen Offenbarung". Diese schockierte die Menschheit zutiefst und förderte unerwartete Sachverhalte zu Tage.
Damit endet die unheimliche Stagnation, an der die Welt des „Mittags“ zu ersticken droht.

## Maxim Kammerer
Maxim Kammerer wird in den Büchern der Trilogie in allen seinen Belangen und Wertvorstellungen vorgestellt. Entscheidend ist auch die persönliche und berufliche Entwicklung, die Kammerer hierbei widerfährt. Die Entwicklung der Hauptperson ist darüber hinaus ein wiederkehrendes Motiv in den Strugazki-Erzählungen und auch hier der Schlüssel zum Verständnis der Handlungsweise Kammerers.

## Sonstiges
- Erschienen in deutscher Sprache im Suhrkamp Verlag, September 1988. Phantastische Bibliothek Band 206, ISBN 978-3-518-38008-6
- erschienen 1988 in der DDR mit einem Nachwort von Wladimir Gakow: Der Mittag der Menschheit. Die Welt der Zukunft in der Maxim-Kammerer-Trilogie der Strugazkis. ISBN 3-360-00176-1
- 1997 veröffentlichte der Heyne Verlag den Roman unter dem Titel Die Wanderer. ISBN 3-453-12648-3
- Eine vollständige Version der gesamten Trilogie erschien 2010 als erster Band der Gesammelten Werke im Heyne Verlag, von Erik Simon überarbeitet und ergänzt, mit einem Vorwort von Dmitri Gluchowski und zahlreichen Anmerkungen. ISBN 978-3-453-52630-3
- Parallel dazu erscheint eine gebundene Liebhaberausgabe derselben Edition in limitierter Auflage im Golkonda-Verlag. ISBN 978-3-942396-06-6